# Nemeobiinae
De Nemeobiinae vormen een onderfamilie van de vlinderfamilie van de prachtvlinders (Riodinidae).

## Geslachten
De onderfamilie van de Nemeobiinae omvat de volgende geslachten:
- Abisara C. & R. Felder, 1860
- Dicallaneura Butler, 1867
- Dodona Hewitson, [1861]
- Hamearis Hübner, 1819
- Laxita Butler, 1879
- Paralaxita Eliot, 1978
- Polycaena Staudinger 1886
- Praetaxila Frühstorfer 1914
- Saribia Butler, 1878
- Stiboges Butler, 1876
- Takashia Okano & Okano, 1985
- Taxila Doubleday, 1847
- Zemeros Boisduval, 1836